# Barylambda
Genre
Espèces de rang inférieur
- † Barylambda churchilli
- † Barylambda faberi (espèce type), synonyme : Titanoides faberi
- † Barylambda (Leptolambda) schmidti

Barylambda est un genre fossile de mammifères pantodontes ayant vécu de la fin du Paléocène jusqu'à l'Éocène inférieur (Yprésien), il y a environ entre 58 et 48 Ma (millions d'années).
Les fossiles des trois espèces appartenant à ce genre ont été trouvés aux États-Unis.

## Description
Comme tous les pantodontes, Barylambda était un plantigrade à 5 doigts, au corps massif.
Barylambda ressemblait probablement à un rhinocéros avec une petite tête, une longue queue bien développée et des pattes de la même forme que celles des ours. Les vertèbres de la queue étaient inhabituellement grandes ; l'animal a peut-être pu se tenir debout sur ses pattes arrière et sa queue afin d'atteindre une végétation haute. En raison de l'aspect générale de ses dents, la présence de canines bien développées uniquement chez les mâles, la surface usée et les arêtes vives sur les molaires, et la constitution lourde de l'animal suggèrent qu'il s'agissait d'un herbivore. Il mesurait environ 2,5 mètres de long pour un poids d'environ 650 kilogrammes. Barylambda était grand même pour un pantodonte, car sa taille le protégeait probablement des carnivores contemporains. La créature était probablement de forme et d'écologie similaires aux paresseux terrestres ou aux tapirs, parcourant le feuillage et la végétation molle.

## Taxonomie
Le genre Barylambda a été créé par Patterson en 1937 pour accueillir l’espèce Titanoides faberi (parfois conservé), décrite par Patterson lui-même en 1933. En plus des espèces de type Barylambda faberi, dont les fossiles ont été trouvés dans les sols du Paléocène supérieur du Colorado et du Wyoming et de l'Éocène basal du Colorado, d'autres espèces de taille légèrement plus petite ont été attribuées à ce genre : B. schmidti et B. churchilli, du Paléocène supérieur du Wyoming. B. schmidti a été initialement attribué à un genre qui lui était propre, Leptolambda. Une autre espèce, B. jackwilsoni, a parfois été attribuée au genre Caenolambda,.
Barylambda est un représentant typique des pantodontes, un groupe de mammifères archaïques qui s'est développé pendant le Paléocène et a occupé diverses niches écologiques laissées libres par la grande extinction de masse du Crétacé tardif. Barylambda, en particulier, était un pantodonte de grande taille et relativement spécialisé, et est le genre éponyme de la famille des Barylambdidae. Haplolambda est similaire à ce genre, mais de plus petite taille.

## Liste des espèces
- Barylambda churchilli
- Barylambda faberi
- Barylambda jackwilsoni

## Référence
Patterson, 1937 :   Publs Field Mus. nat. Hist.(Geol.) 6.
1. ↑  « The Macmillan illustrated encyclopedia of dinosaurs and prehistoric animals: a visual who's who of prehistoric life », Choice Reviews Online, vol. 26, no 08,‎ 1er avril 1989, p. 26–4483-26-4483 (ISSN 0009-4978 et 1523-8253, DOI 10.5860/choice.26-4483, lire en ligne, consulté le 21 décembre 2020)
2. ↑  « Mindat.org », sur www.mindat.org (consulté le 21 décembre 2020)
3. ↑  « PBDB », sur paleobiodb.org (consulté le 21 décembre 2020)
4. ↑  Ondrej Zicha, « BioLib: Biological library », sur www.biolib.cz (consulté le 21 décembre 2020)
5. ↑  « PBDB », sur paleobiodb.org (consulté le 21 décembre 2020)